# Izgrev (Sofia)
Izgrev (Bulgaars: Изгрев) is een van de 24 districten van Sofia. Op 1 februari 2011 telde het district 30.896 inwoners op een oppervlakte van 4,2 km². Ongeveer 42% van de oppervlakte bestaat uit recreatieterrein en stadsparken. Het district bestaat uit drie wijken: Izgrev, Iztok en Dianabad.
Ongeveer 97,3% van de bevolking bestaat uit etnische Bulgaren, gevolgd door kleinere aantallen Turken.

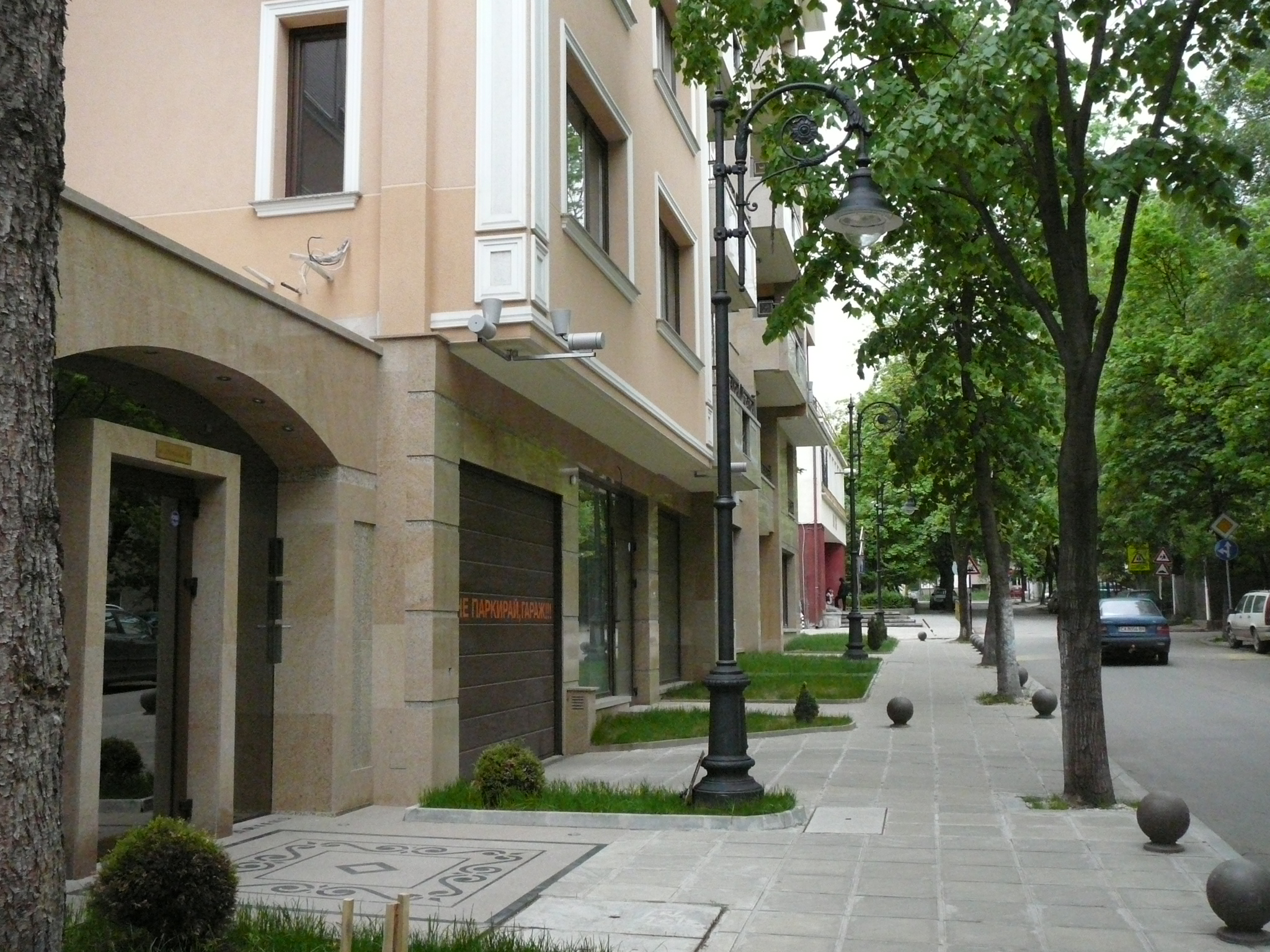
Een straat in Izgrev, Sofia